# Alliance de la Fonction publique du Canada

Logo de l'AFPC au Québec

Pour les articles homonymes, voir AFPC.
 (février 2021).
L'Alliance de la Fonction publique du Canada (AFPC) est l'un des syndicats les plus importants au Canada, représentant plus de 240 000 travailleuses et travailleurs partout au pays, dont 40 000 au Québec. Ce syndicat est l'agent négociateur principal pour les travailleurs syndiqués de la fonction publique fédérale ainsi que des sociétés de la Couronne, des universités, des casinos, des agences de services communautaires, des communautés autochtones et des aéroports. 
En plus d'avoir son siège social à Ottawa, l'AFPC compte 23 bureau régionaux. 

## Histoire
L'Alliance de la fonction publique du Canada peut retracer ses origines jusqu'en 1889, année où l'association des commis de la poste des chemins de fer a tenu son premier congrès.
Le 9 juillet 1966, la Fédération du Service civil du Canada et l'Association du Service civil du Canada fusionnent. L'AFPC est née lors du congrès inaugural en novembre de la même année. La création de l'AFPC a coïncidé avec l'adoption d'une loi sur la négociation collective à la fonction publique fédérale.
Peu après avoir signé ses premières conventions collectives avec le gouvernement fédéral, un groupe à la fois, l'AFPC a commencé à syndiquer des travailleurs dans les territoires et grandement élargi son programme de formation.
Un peu plus de dix ans plus tard, le syndicat a dû répondre à la première offensive contre le droit de négocier collectivement, une offensive qui serait bientôt suivie par maintes autres. Ce qui n'a pas empêché l'AFPC de négocier des percées dans les avantages sociaux, notamment en matière de congés de maternité et de congés pour obligations familiales, et d'obtenir des protections en matière de santé et sécurité au travail. Le syndicat a aussi déposé des griefs en matière de parité salariale qui se sont traduits par le versement de milliards de dollars pendant les décennies suivantes.
En 1991, les membres de l'AFPC ont déclenché la plus importante grève nationale jamais menée au pays par un seul syndicat. Ainsi se sont-ils assurés de gains majeurs en matière de sécurité d'emploi, tandis que la Cour suprême confirmait le droit des membres de l'AFPC de mener des actions politiques.
Le syndicat continue d'évoluer et d'attirer des membres dans d'autres secteurs, notamment les institutions postsecondaires, les gouvernements territoriaux, les municipalités nordiques, les hôpitaux et les refuges de femmes.
L'AFPC reconnaît aussi la diversité grandissante de ses membres grâce à plusieurs comités et activités de promotion des droits de la personne pour ses membres autochtones, racialisés, LGBT, handicapés ou femmes. 
L'AFPC appuie les travailleurs et les travailleuses de partout sur la planète grâce au Fonds de justice sociale, créé en 2003.
Ce syndicat est membre du Congrès du travail du Canada (CTC) et au Québec de la Fédération des travailleurs du Québec. Au niveau international l'organisation est membre de l'Internationale des services publics (ISP)

## Présidence
Robyn Benson a été réélue présidente nationale de l’Alliance de la Fonction publique du Canada dans le cadre du 17e Congrès national du syndicat de 2015. Robyn Benson avait été élue présidente nationale de l’AFPC pour la première fois en 2012 alors qu’elle siégeait comme vice-présidente exécutive de l’AFPC dans la région des Prairies depuis 2000. Elle a succédé à John Gordon. 
L'intérêt de Robyn Benson pour le syndicat remonte à la grève en 1980, déclenchée par des consœurs qui en avaient assez des inégalités salariales. 
Elle a travaillé pour l’Agence du revenu du Canada (ARC) pendant 20 ans, tout en assumant diverses charges syndicales, notamment celles de trésorière et présidente de sa section locale, de vice-présidente régionale du Syndicat des employés de l’impôt et de vice-présidente exécutive de la région des Prairies pour l’AFPC. Durant ses mandats à la vice-présidence exécutive régionale, elle a copiloté les portefeuilles nationaux de la négociation collective, des finances, des droits de la personne et de l’éducation.
Magali Picard est vice-présidente exécutive régionale (VPER) pour le Québec.
Avant son élection comme vice-présidente exécutive régionale, elle occupait le poste de vice-présidente suppléante de l'AFPC-Québec, et ce, depuis le Congrès de l'AFPC‑Québec en 2008. 
Nycole Turmel est devenue la première femme à accéder à la présidence nationale de l'AFPC. Daryl Bean, Andrew I. Stewart et Claude Edwards ont aussi été présidents de l'AFPC depuis sa création.  

## Éléments
Les éléments, qui font partie de l'AFPC, sont structurés de manière à regrouper tous les membres travaillant pour le même ministère ou gouvernement territorial, ou pour la même agence.
- Syndicat des employées et employés nationaux
- Syndicat de l'Agriculture
- Syndicat national de la santé
- Syndicat des Douanes et de l'Immigration
- Syndicat de l'Emploi et de l'Immigration du Canada
- Syndicat des employés de l'Impôt
- Syndicat des employés des Anciens combattants
- Syndicat des employés des postes et communications
- Syndicat des employés du Nunavut (anglais seulement)
- Syndicat des employés du Solliciteur général
- Syndicat des employés du Yukon(anglais seulement)
- Syndicat des ressources naturelles
- Syndicat des services gouvernementaux
- Syndicat des travailleurs de l'environnement
- Syndicat des travailleurs du Nord(anglais seulement)
- Union canadienne des employés des transports
- Union des employés de la Défense nationale

## Campagnes
Depuis les dernières années, l'AFPC mène des campagnes de syndicalisation dans les universités canadiennes afin de syndiquer et de regrouper les chargés de cours, les auxiliaires de recherche ainsi que différents corps de métiers enseignant auxiliaire. Les étudiants travailleurs des Universités de l'UQAM, Université Laval, Université de Montréal, Université Concordia, Université du Québec en Outaouais et les assistants d'enseignements (AE) de l'Université du Québec à Chicoutimi sont syndiqués avec l'AFPC-Québec.
L’Alliance est maintenant un des plus grands syndicats du secteur universitaire québécois. 
L'AFPC mène également diverses campagnes politiques pour faire pression sur le gouvernement du Canada afin d'améliorer le sort des travailleuses et travailleurs.